# Mark McGowan
Mark McGowan (nascido em 13 de julho de 1967) é um político australiano, que foi o 31º primeiro-ministro do estado da Austrália Ocidental entre 2017 e 2023.